# Адаптин
Адаптины (англ. adaptin) — группа внутриклеточных белков, участвующих в везикулярном транспорте. Адаптины формируют тетрамерные адапторные белковые комплексы. Существует 4 типа адапторных комплексов, обозначающихся AP-1, AP-2, AP-3 и AP-4. Они связываются с определёнными рецепторами клеточной мембраны. С другой стороны эти адапторные комплексы ассоциируют клатрин, привязывая таким образом клатрин к мембране. После формирования клатриновой везикулы АТФазы семейства hsp70 участвуют в диссоциации клатрино-адаптиновой оболочки от липидной мембранной компоненты, которая превращается в эндосому.